# 何國澧
何國澧（1859年—1937年），字定怡，號蘭愷。廣東廣州府順德縣水藤鄕人，清朝政治人物、進士出身、身居翰林。何國澄之二弟。與長兄何國澄 ,五弟何國溥被譽為「何氏三鳳」。

## 生平
父何如芬（1826年-1907年）字寅業，授登仕郎，贈朝議大夫。生母蕭氏（1837年-1925年），贈一品夫人。光緒二年（1876年），鄉試中舉。光緒二十年（1895年），登進士，中二甲第四十九名。光緒二十四年（1898年）改翰林院庶吉士。光緒二十九年（1903年）四月，散館，授翰林院編修。在光緒癸卯（1903年）鄉試，甲辰（1904年）會試中擔任磨勘官。後任國史館協修官、國史館纂修官、實錄館協修官。因協修《 德宗實錄 》而特賞二品銜。辛亥後回故鄉水藤隱居 ,曾掌管順德鳳山書院。著有《易義闡微》、《古鏡妄言》及《澎海老人詩文集》等。生子三人，親侄何叔惠 ,何幼惠為香港著名國學家及書法家。